# Pietro Francesco Zini
Pietro Francesco Zini (né vers 1520 à Vérone dans la république de Venise et mort après 1575 dans la même ville) est un historien, un traducteur et un helléniste italien du XVIe siècle.

## Biographie
Né, vers 1520, à Vérone, Pietro Francesco Zini fut nommé en 1547 professeur d’éthique ou de morale à l’académie de Padoue, et prit possession de cette chaire par un discours De laudibus philosophiæ, qui fut imprimé. Peu de temps après, il obtint l’archiprêtrise de Lonato, et un canonicat du chapitre de St-Étienne de Vérone. Ses talents et ses qualités personnelles lui méritèrent l’estime de l’évêque de cette ville. Malgré les devoirs que lui imposaient les divers emplois dont il était revêtu, il trouva le loisir de cultiver les lettres, et se fit une réputation très-étendue par les traductions qu’il publia d’ouvrages des Pères grecs. Il vivait encore, en 1575, mais on ignore la date de sa mort.

## Œuvres
Traductions
- D. Gregorii Nazianzeni oratio de amandis et amplectendis pauperibus ; et D. Gregorii Nysseni ejusd. argumenti orationes duæ, Paris, Vascosan, 1550, in-4° ;
- S. Gregorii Nazianzeni commentarius in Hexameron, Venise, Alde, 1553, in-8° ;
- S. Joannis Damasceni adrersus sanctarum imaginum oppugnatores orationes tres, Venise, Alde, 1554, in-8° ;
- Euthymii Zigabenæ panoplia ;
- B. Isaiæ abbatis opera, Venise, 1558, in-8° ;
- S. Ephremi opera quædam, Venise, 1561, 1564, in-8°. Voyez les prolégomènes de l’édition des œuvres de S. Éphrem le Syrien par Joseph-Simonius Assemani.
- B. Theodoreti episcop. Cyrensis in Canticum canticorum explanatio, interjectis Maximi, Nili Psellique annotationibus, Rome, Paul Manuce, 1563, in-fol. ;
- Mich. Pselli paraphrasis in Canticum canticorum, dans la Catena Patrum græcorum ;
- Il ritratto del vero e perfetto gentiluomo espresso da Filone ebreo nella vita di Giuseppe patriarca, Venise, 1574, in-8° et in-12 ; ibid., 1575, in-8°[1]; cette édition est augmentée du Portrait du parfait chrétien, tiré des œuvres de St-Grégoire de Nysse. Zini nous apprend, dans l’Épître préliminaire, qu’il composa cette traduction à la sainte mémoire de Luigi Lippomano. Dans les Vitæ sanctorum de Surius, on trouve quelques Vies trad. du grec par Zini.

Ouvrages
- Tabulæ græcarum institutionum ad usum seminarii Veronensis ;
- le recueil des Statuts synodaux du diocèse de Vérone, publiés par Giovanni Matteo Giberti, Venise, 1563, in-8°, précédé de la Vie de ce prélat ;
- Orationes tres, in adventu Augustini Valerii ep. Veronensis ; de philosophiæ laudibus ; de legum laudibus, Venise, 1574, in-4°.